# Vampire Knight
Vampire Knight (jap. ヴァンパイア騎士 Vanpaia naito) – shōjo-manga autorstwa Hino Matsuri. Na jej podstawie w 2008 roku powstały dwie serie anime. Pierwsza z nich ma ten sam tytuł co manga, druga nosi nazwę Vampire Knight Guilty.
W Polsce manga została wydana nakładem wydawnictwa Waneko od stycznia 2010 do lutego 2014, a anime zostało wydane przez Anime Virtual.

## Opis fabuły
Yūki Cross jest uczennicą dziennej klasy Akademii Cross. Oprócz dziennych zajęć, prowadzonych dla zwykłych uczniów, w szkole tej prowadzi się również zajęcia nocą, prowadzone dla uczniów nocnej klasy, której przedstawiciele są wampirami. Prawdziwa tożsamość nocnej klasy jest pilnie strzeżona przez Yūki i jej kolegę Zero Kiryū, którym dyrektor szkoły powierzył zadanie utrzymania porządku pomiędzy dwoma grupami uczniów. Z czasem okazuje się, że to jedynie część tajemnic, które kryją się za murami Akademii Cross.

## Akademia Cross (Kurosu)
Akademia założona została przez byłego najlepszego łowcę wampirów, Kaiena Crossa, przybranego ojca Yūki. Podzielona jest na dwa akademiki, dzienny i nocny. Za dnia lekcję mają normalni uczniowie – ludzie, a w nocy wampiry. Cross zakładając tą akademię, wierzył, że ludzie i wampiry mogą koegzystować.

### Uczniowie Nocnej Klasy
- Kaname Kuran (jap. 玖蘭 枢 Kuran Kaname) – Uczeń Klasy Nocnej, przewodniczący Księżycowego Akademika. Ma 18 lat. Jest szanowany przez inne wampiry i uważany za przywódcę, ponieważ jest wampirem czystej krwi. Jego rodzice zostali zamordowani przez Rido Kurana. Kaname miał okazję zabić Rido, ale nie mógł tego zrobić, gdyż jest przodkiem Kuranów, którego Rido przywrócił do życia. Tym samym łączy ich specyficzna więź. W drugim sezonie dowiadujemy się, że jest "bratem" Yūki, który się z nią musi ożenić, tak jak zrobili to ich rodzice. Kaname postanawia złamać czar rzucony na Yūki, czyniąc ją wampirem i przywracając jej pamięć.

Seiyū: Daisuke Kishio 
- Takuma Ichijō (jap. 一条 拓麻 Ichijō Takuma) – Wiceprzewodniczący Nocnej Klasy. Wampir szlachetnej krwi. Ma 18 lat. Bardzo miły i sympatyczny, nie roztacza wokół siebie mrocznej atmosfery, która jest charakterystyczna dla wampirów, przez co jest bardziej podobny do ludzi. Jego dziadek (Asatoo Ichijou), który jest członkiem wampirzej rady seniorów, wychowywał go i ma co do niego spore oczekiwania. Powód, dla którego dziadek Takumy pozwolił mu wstąpić do Akademii Cross, był jeden – szpiegowanie Kaname. Jednakże Takuma nie chciał tego robić, aby nie skrzywdzić Kaname, który jest jego przyjacielem. Takumie polecono sprowadzenie Senriego Shiki (opętanego przez Rido Kuran) z powrotem do akademii, gdzie Rido będzie mógł obserwować Yūki. Takuma nie chce robić czegoś, co mogłoby skrzywdzić Kaname, a tym byłoby sprowadzenie Rido do akademii. Nie może odmówić wykonania polecenia, gdyż to był rozkaz jego dziadka. Takuma ocalił Rimę Tōya przed śmiercią z rąk Rido. Próbując uwolnić Shikiego z bycia opętanym przez Rido, Takuma stanął po stronie Kaname i postanowił przeciwstawić się dziadkowi. Został później znaleziony przez Sarę Shirabuki i został jej niewolnikiem.

Seiyū: Susumu Chiba 
- Akatsuki Kain (jap. 架院 暁 Kain Akatsuki) – Ma 17 lat i jest kuzynem Hanabusy. Akatsuki pilnuje Aidou, żeby nie pakował się w żadne tarapaty, choć często oboje w nich lądują. Kain także jest wampirem szlachetnej krwi i tak samo jak inne szlachetne wampiry, posiada specjalne moce – potrafi kontrolować ogień. Jest osobą bardzo spostrzegawczą i empatyczną, co często widać na przykładzie Ruki i Aidou. W przypadku Ruki od razu widać, że Kain żywi do niej uczucia, ale ta jest ślepo zapatrzona w Kaname. Kain jako pierwszy zaczął podejrzewać Zero o zabicie Shizuki, ale szybko zorientował się, że wyglądało to całkiem inaczej.

Seiyū: Jun'ichi Suwabe 
- Hanabusa Aidō (jap. 藍堂 英 Aidō Hanabusa) – Kuzyn Akatsukiego, ma 17 lat. Aidou potrafi tworzyć i kontrolować lód. Jego fanki z dziennej klasy nadały mu pseudonim "IDOL". Jest on typowym przykładem narcyza. Aidou razem ze swoim kuzynem Kainem należą do grupy zaufanych wampirów Kaname. W jednej chwili Aidou potrafi być bardzo miły, słodki i zabawny, a po chwili potrafi być mściwy i okrutny. Jest sentymentalny, zuchwały, a jedną z rzeczy, które uwielbia, jest to, jak dziewczyny z dziennej klasy za nim szaleją. Pomimo lojalności wobec Kaname, Aidou ma skłonności do przekraczania granicy, np. próbował zakosztować krwi Yūki. Miał on w pokoju istny śmietnik (było tam pełno zniszczonych rzeczy). W dużej mierze były to rzeczy zniszczone przy pomocy nadprzyrodzonych wampirzych mocy Kaname. W rezultacie jego zachowań często zostaje ukarany przez Kaname. Aidou był jedynym świadkiem tego, iż to Kaname zamordował Shizukę Hiō oraz był jedną z pierwszych osób, która dowiedziała się, że Zero jest wampirem. Hanabusa nie jawi do Yūki pozytywnych uczuć, zwłaszcza przeszkadza mu ilość uwagi, jaką Kaname jej poświęca. Jedynym powodem, dla którego toleruje obecność Yūki, jest fakt, iż Kaname ją kocha. W momencie, gdy Kaname ogłosił, że Yūki jest jego ukochaną, Aidou postanawia ją chronić (tylko ze względu na Kurana).

Seiyū: Jun Fukuyama 
- Ruka Souen (jap. 早園 瑠佳 Sōen Ruka) – Ruka ma 17 lat, jest szlachetnym wampirem – poziom B. Jest jedną z osób najbardziej wiernych Kaname, a dodatkowo jest w nim zakochana. Ruka nie lubi Yūki, ponieważ Kaname poświęca jej za dużo czasu. Wie, iż Kaname nic do niej nie czuje, pił jej krew tylko jeden raz - kilka lat temu, gdy Yūki po raz pierwszy weszła do akademika Nocnej Klasy. Chciał wypić krew Yūki, lecz aby się opanować i jej nie skrzywdzić, ugryzł Rukę. Niestety, Ruka nie widzi tego, iż jest bardzo ważna dla Kaina, który żywi do niej uczucia. Po tym, jak Kaname ogłosił, iż Yūki jest jego narzeczoną, Ruka nie mogła się z tym pogodzić. Ostatecznie jednak zaakceptowała Yūki, gdy dowiedziała się, że dziewczyna jest siostrą Kaname.

Seiyū: Junko Minagawa 
- Senri Shiki (jap. 支葵 千里 Shiki Senri) – Ma 16 lat. Jeden z najmłodszych uczniów akademii. Jego ojcem jest Rido Kuran. Jest kuzynem Kaname i Yūki. Bardzo lubi broń i sam posiada bicz, który rozwija się z jego własnej krwi. Senri razem z Rimą pracuje jako model. Jest on jednym z wampirów, które polują na wampiry poziomu E. W pierwszej serii anime Shiki nie odgrywa zbyt ważnej roli, zaś w dalszej części jest to istotna postać. Ciało Shikiego zostało opętane przez duszę jego ojca. Podczas walki z Rimą, która starała się przemówić do niego, aby przeciwstawił się ojcu, wydawało się, że próbuje odzyskać kontrolę nad własnym ciałem, lecz bez większego rezultatu.

Seiyū: Sōichirō Hoshi 
- Rima Tōya (jap. 遠矢 莉磨 Tōya Rima) – Ma 16 lat i jest wampirem grupy B. Razem z Shikim pracuje jako modelka. Kiedy ciało Shikiego zostało opętane przez jego ojca, Rima od razu zauważyła zmianę, jaka zaszła w Senrim. Była gotowa poświęcić życie, żeby tylko pomóc Shikiemu. Czasem zachowuje się dziecinnie. Prawie zawsze przebywa w towarzystwie Senriego. Gdy wyjechała razem z pozostałymi uczniami Nocnej Klasy na ferie, stwierdziła, że jest nudno, bo nie ma Shikiego. Ma dość wyszukany styl. Jest też uparta i zdeterminowana. Jej mocą jest władanie piorunami.

Seiyū: Eri Kitamura 
- Seiren (jap. 星煉) – Ma 18 lat i jest wampirem poziomu B. Jest ochroniarzem Kaname i pierwszą osobą, która broni go, jeśli uzna kogoś za niebezpiecznego. Seiren jest jak cień: gdziekolwiek Kaname pójdzie, ona zawsze jest w pobliżu. Nigdy się nie odzywa, ani w nic nie miesza. Jest bardzo dobra w sztukach walki. Posługuje się sztyletami.

Seiyū: Risa Mizuno 

### Uczniowie Dziennej Klasy
- Yūki Cross / Yūki Kuran (jap. 黒主 優姫 / 玖蘭 優姫 Kurosu Yuuki / Kuran Yuuki) – Ma 16 lat. Przybrana córka założyciela akademii - Kaiena Cross. Dziesięć lat temu została przyprowadzona przez Kaname do domu Caiena, który ją później adoptował. Zawsze podziwiała Kaname. Szanowała i kochała go za to, że ją uratował przed złym wampirem, który chciał ją zabić, jak również za to, że zawsze się o nią troszczył. Cztery lata temu poznała Zero, który został przyprowadzony do domu przez Dyrektora po tym, jak zostali zamordowani jego rodzice przez czystej krwi wampira. Yūki, wraz z Zero, pełni w Akademii funkcję strażnika: stara się skutecznie chronić Klasę Dzienną przed Nocną, nie dopuszczając do sytuacji, w której Klasa Nocna mogłaby zostać zdemaskowana. W drugim sezonie jej nazwisko zmienia się na Yūki Kuran po tym, jak Kaname zdejmuje z niej rzucony czar i dowiaduje się, że Kaname jest jej starszym bratem. Obiecała mu w dzieciństwie (zgodnie z tradycją wampirów czystej krwi, do których należeli) wziąć ślub, choć są rodzeństwem.

Seiyū: Yui Horie 
- Zero Kiryū (jap. 錐生 零 Kiryū Zero) – Ma 17 lat. Syn łowców wampirów. Sam stał się wampirem po tym, jak ugryzła go Shizuka Hiō (wampirzyca czystej krwi) - zabójczyni jego rodziców. Po tej pamiętnej nocy trafił do domu Kaiena Cross. Jest przyjacielem Yūki. Wraz z nią pełni funkcję strażnika. Zdecydował się na tę posadę, aby znaleźć najskuteczniejszy sposób na pozbycie się wampirów. Posługuje się anty-wampirzą bronią 'Bloody Rose' (rodzaj specjalnego pistoletu), którą dostał od Dyrektora. Na początku ukrywał przed Yūki fakt, iż jest wampirem. Jednak, gdy wszystko wymknęło mu się spod kontroli, była ona pierwszą osobą, którą ugryzł. Jego organizm nie tolerował tabletek krwi. Groził mu upadek do poziomu E. Uchronił go przed tym Kaname, który dał mu się napić swojej krwi, zmieszanej z krwią Shizuki. Po wypiciu krwi dwóch czystokrwistych (Yūki i Kaname) oraz swojego brata bliźniaka - Ichiru, Zero stał się najpotężniejszym łowcą wampirów. Tylko on zdolny był do zabicia Rido. Kochał Yūki, jednak po przebudzeniu się jej wampirzej formy, obiecał ją zabić.

Seiyū: Mamoru Miyano 
- Sayori "Yori" Wakaba (jap. 若葉 沙頼 Wakaba Sayori) – ma 16 lat. Jest współlokatorką i najlepszą przyjaciółką Yūki. Bardzo miła i spokojna dziewczyna, która zawsze wyczuwała złą aurę wokół Nocnej Klasy, przez co trochę się ich bała i zachowywała dystans. To jedna z niewielu dziewczyn z Dziennych Zajęć, która nie ugania się za uczniami w białych mundurkach. Podczas ataku podwładnych Rido na akademię, Yori odkrywa, że Yūki jest wampirem, jednak to jej nie przeszkadza, nadal ją akceptuje i traktuje jako swoją przyjaciółkę. Jednak od kiedy Yori wie, kim jest Yūki, dużo bardziej się o nią martwi.

Seiyū: Risa Mizuno 

### Pozostali
- Dyrektor Kaien Cross (jap. 黒主 灰閻理事長 Kurosu Kaien Rijichō) – Dyrektor Kaien Cross jest przybranym ojcem Yūki, który także kilka lat później zaopiekował się Zero. Kaien Cross marzy o pokoju pomiędzy ludźmi a wampirami, z tego powodu też założył Nocną Klasę. Cross ma nawyk do irytowania Zero i jest dziwaczny w niektórych sprawach, ale posiada również poważną stronę. Kaien też był kiedyś łowcą i to nie byle jakim. Ukrywał to przed wszystkimi aż do momentu, w którym Yūki przeglądała zapiski sprzed szesnastu lat i odkryła raport podpisany przez Kaiena Crossa.

Seiyū: Hozumi Gōda 
- Ichiru Kiryū (jap. 錐生 壱縷 Kiryū Ichiru) – Ichiru to brat bliźniak Zero. Kiedy byli młodsi, byli uczeni przez Togę Yagari na łowców wampirów. Ichiru nie posiadał takiego talentu jak Zero i często chorował. W dzieciństwie bliźniacy byli ze sobą bardzo zżyci, później jednak Ichiru zaczął nienawidzić brata po tym, jak podsłuchując, dowiedział się, że jego rodzice bardziej kochają Zero od niego. Ponieważ Shizuka uznała, że Ichiru czuje ten sam ból, co ona, postanowiła go nie zabijać i zrobić z niego oddanego sługę.

Seiyū: Mamoru Miyano 
- Tōga Yagari (jap. 夜刈 十牙 Yagari Tōga) – Tōga jest obecnie najlepszym łowcą wampirów, a także jedynym, który trenował Zero na łowcę. Stracił swoje prawe oko, kiedy próbował uratować Zero kilka lat temu. Pojawił się w Akademii Cross na krótko jako nauczyciel etyki w Klasie Nocnej oraz po to, by zdecydować, czy Zero jest niebezpieczny, czy nie.

Seiyū: Hiroki Yasumoto 
- Maria Kurenai (jap. 紅 まり亜 Kurenai Maria) – Maria doszła jako nowa uczennica Nocnej Klasy. Próbowała zdobyć zaufanie Yūki, co udało jej się osiągnąć. Zero od początku przeczuwał, że za Marią, kryje się ktoś inny, więc nie pozwalał Yūki do niej podchodzić. Maria potrafi skakać w jakby spowolnionym tempie, co daje efekt lewitacji. Przy boku Marii zwykle można było spotkać Ichiru - brata Zero. Jak się później okazało, Marią była Shizuka Hiō w innym ciele.

Seiyū: Mai Nakahara 
- Shizuka Hiō (jap. 緋桜 閑 Shizuka Hiō) – wampirzyca czystej krwi to ona zaatakowała rodzinę Zero (zmieniając go w wampira, zabijając jego rodziców i jak później się okazało zmieniają jego brata Ichiru w swojego sługę). Kiedyś zakochała się w człowieku, lecz czując głód zaatakowała go i zamieniła w wampira. Został on zabity przez małżeństwo łowców wampirów - Kiryū, nim stoczył się do poziomu E. Właśnie dlatego ich zabiła. Została zabita przez Kaname Kurana, choć podejrzewano o to Zero.

Seiyū: Fumiko Orikasa 
- Ridō Kuran (jap. 玖蘭 李土 Kuran Ridō) – był wampirem czystej krwi i ojcem Senriego Shikiego, którego w 2 sezonie opętał. To on przebudził Kaname Kurana, przez co ten narodził się jeszcze raz. Ridō został zapieczętowany i po 10 latach zabity przez Zero Kiryu.

Seiyū: Tarusuke Shingaki 

## Manga
| Nr | Język japoński      | Język japoński         | Język polski      | Język polski           |
| Nr | Data wydania        | ISBN                   | Data wydania      | ISBN                   |
| --- | ------------------- | ---------------------- | ----------------- | ---------------------- |
| 1 | 5 lipca 2005        | ISBN 4-592-18301-0     | 1 stycznia 2010   | ISBN 978-83-61023-67-8 |
| Lista rozdziałów - Wieczór 1: Nocna zmiana - Wieczór 2: Tajemnica Zero - Wieczór 3: Wampiry wśród wampirów - Wieczór 4: Obietnica - Wieczór 5: Najważniejsza dziewczyna - Night Class Side                                                  |                     |                        |                   |                        |
| 2 | 5 grudnia 2005      | ISBN 4-592-18302-9     | kwiecień 2010     | ISBN 978-83-61023-68-5 |
| Lista rozdziałów - Wieczór 6: Za bramą szkoły KUROSU - Wieczór 7: Nocne przyjęcie - Wieczór 8: Rzecz niedozwolona - Wieczór 9: Ich wybór - Bywają takie chwile - Zamieszany przez przypadek - Wstęp wzbroniony dla zboczonych               |                     |                        |                   |                        |
| 3 | 5 kwietnia 2006     | ISBN 4-592-18303-7     | sierpień 2010     | ISBN 978-83-61023-69-2 |
| Lista rozdziałów - Wieczór 10: Władca Księżycowego Internatu - Wieczór 11: Wspomnienie śniegu, krwi i czułości - Wieczór 12: Wtedy byliśmy bezsilni - Wieczór 13: Ten kto pociąga za spust - Wieczór 14: Nowy uczeń - Ciepło dłoni, oraz... |                     |                        |                   |                        |
| 4 | 5 października 2006 | ISBN 4-592-18304-5     | 1 listopada 2010  | ISBN 978-83-61023-70-8 |
| 5 | 5 kwietnia 2007     | ISBN 978-4-592-18305-1 | 1 stycznia 2011   | ISBN 978-83-61023-71-5 |
| 6 | 5 października 2007 | ISBN 978-4-592-18306-8 | 1 marca 2011      | ISBN 978-83-61023-72-2 |
| Lista rozdziałów - Wieczór 25: Wampirzy wieczorek towarzyski - Wieczór 26: Kaname - Wieczór 27: Archiwa - Wieczór 28: Ród Kaname - Wieczór 29: Przyspieszenie - Pan Kaneme i ja                                                             |                     |                        |                   |                        |
| 7 | 5 kwietnia 2008     | ISBN 978-4-592-18307-5 | 1 maja 2011       | ISBN 978-83-61023-73-9 |
| 8 | 3 października 2008 | ISBN 978-4-592-18308-2 | 1 lipca 2011      | ISBN 978-83-61023-74-6 |
| 9 | 5 listopada 2008    | ISBN 978-4-592-18309-9 | 1 września 2011   | ISBN 978-83-61023-75-3 |
| 10 | 5 czerwca 2009      | ISBN 978-4-592-18310-5 | 1 listopada 2011  | ISBN 978-83-62866-30-4 |
| 11 | 4 grudnia 2009      | ISBN 978-4-592-19131-5 | 5 stycznia 2012   | ISBN 978-83-62866-31-1 |
| 12 | 5 lipca 2010        | ISBN 978-4-592-19132-2 | 10 marca 2012     | ISBN 978-83-62866-66-1 |
| 13 | 3 grudnia 2010      | ISBN 978-4-592-19133-9 | 20 maja 2012      | ISBN 978-83-62866-33-5 |
| 14 | 3 czerwca 2011      | ISBN 978-4-592-19134-6 | 13 lipca 2012     | ISBN 978-83-61023-66-1 |
| 15 | 5 grudnia 2011      | ISBN 978-4-592-19135-3 | 5 września 2012   | ISBN 978-83-62866-35-9 |
| 16 | 2 maja 2012         | ISBN 978-4-592-19136-0 | 10 listopada 2012 | ISBN 978-83-93769-26-0 |
| 17 | 5 grudnia 2012      | ISBN 978-4-592-19137-7 | 7 marca 2013      | ISBN 978-83-63769-27-7 |
| 18 | 2 maja 2013         | ISBN 978-4-592-19138-4 | 20 sierpnia 2014  | ISBN 978-83-63769-66-6 |
| 19 | 5 listopada 2013    | ISBN 978-4-592-19139-1 | 25 lutego 2014    | ISBN 978-83-64508-00-4 |